# Doogie Howser, M.D./Episodenliste
Diese Episodenliste enthält alle Episoden der US-amerikanischen Fernsehserie Doogie Howser, M.D., sortiert nach der US-amerikanischen Erstausstrahlung. Zwischen 1989 und 1993 entstanden in vier Staffeln 97 Episoden mit einer Länge von jeweils etwa 23 Minuten.

## Übersicht
| Staffel | Episodenanzahl | Erstausstrahlung USA | Erstausstrahlung USA | Deutschsprachige Erstausstrahlung | Deutschsprachige Erstausstrahlung |
| Staffel | Episodenanzahl | Staffelpremiere      | Staffelfinale        | Staffelpremiere                   | Staffelfinale                     |
| ------- | -------------- | -------------------- | -------------------- | --------------------------------- | --------------------------------- |
| 1       | 26             | 19. September 1989   | 2. Mai 1990          | 1. Januar 1991                    | 5. Februar 1991                   |
| 2       | 25             | 12. September 1990   | 1. Mai 1991          | 9. Januar 1992                    | 9. Juli 1992                      |
| 3       | 24             | 25. September 1991   | 13. Mai 1992         | 28. September 1993                | 29. Oktober 1993                  |
| 4       | 22             | 23. September 1992   | 24. März 1993        | 1. November 1993                  | 26. November 1993                 |

## Staffel 1
Die Erstausstrahlung der ersten Staffel war vom 19. September 1989 bis zum 2. Mai 1990 auf dem US-amerikanischen Fernsehsender ABC zu sehen. Die deutschsprachige Erstausstrahlung sendete der deutsche Fernsehsender ProSieben vom 1. Januar bis zum 5. Februar 1991.
| Nr. (ges.) | Nr. (St.) | Deutscher Titel              | Originaltitel                           | Erstausstrahlung USA | Deutschsprachige Erstausstrahlung (D) | Regie              | Drehbuch                                                                  |
| ---------- | --------- | ---------------------------- | --------------------------------------- | -------------------- | ------------------------------------- | ------------------ | ------------------------------------------------------------------------- |
| 1          | 1         | Sein 16. Geburtstag          | Pilot                                   | 19. Sep. 1989        | 1. Jan. 1991                          | Rick Wallace       | Steven Bochco & David E. Kelley                                           |
| 2          | 2         | Ein Kind von Douglas         | The Ice Queen Cometh                    | 20. Sep. 1989        | 3. Jan. 1991                          | Betty Thomas       | Linda Morris & Vic Rauseo                                                 |
| 3          | 3         | Wandas Blinddarm             | A Stitch Called Wanda                   | 27. Sep. 1989        | 4. Jan. 1991                          | Rick Wallace       | Steven Bocho & David E. Kelley                                            |
| 4          | 4         | Party, Polizei und Patient   | Frisky Business                         | 4. Okt. 1989         | 7. Jan. 1991                          | Johanna Demetrakas | Nat Bernstein & Mitchel Lee Katlin                                        |
| 5          | 5         | Der kurze Abschied           | The Short Goodbye                       | 11. Okt. 1989        | 8. Jan. 1991                          | Rob Thompson       | Phil Kellard & Tom Moore                                                  |
| 6          | 6         | Einfach unwiderstehlich!     | Simply Irresistible                     | 18. Okt. 1989        | 9. Jan. 1991                          | Sheldon Larry      | Nat Bernstein, Mitchel Lee Katlin & Michael Lazarou Idee: Michael Lazarou |
| 7          | 7         | Vinnie, Video, Vici          | Vinnie Video Vici                       | 25. Okt. 1989        | 10. Jan. 1991                         | Sandy Smolan       | Linda Morris & Vic Rauseo                                                 |
| 8          | 8         | Liebe, Blut und Fantasie     | Blood and Remembrance                   | 1. Nov. 1989         | 11. Jan. 1991                         | Matthew Diamond    | Jill Gordon                                                               |
| 9          | 9         | Häßlich und fett, aber nett  | She Ain’t Heavy, She’s My Cousin        | 8. Nov. 1989         | 14. Jan. 1991                         | Stephen Cragg      | Nat Bernstein & Mitchel Lee Katlin                                        |
| 10         | 10        | Angeltour mit Zwischenfall   | My Old Man and the Sea                  | 15. Nov. 1989        | 15. Jan. 1991                         | Gabrielle Beaumont | Nat Bernstein & Mitchel Lee Katlin                                        |
| 11         | 11        | Die Nacht der Nächte         | Tonight’s the Night                     | 22. Nov. 1989        | 16. Jan. 1991                         | Rob Thompson       | Linda Morris & Vic Rauseo                                                 |
| 12         | 12        | Auf den Hund gekommen        | Every Dog Has His Doogie                | 29. Nov. 1989        | 17. Jan. 1991                         | Sheldon Larry      | Phil Kellard & Tom Moore                                                  |
| 13         | 13        | Frohes Fest, ihr Lieben      | Doogie the Red-Nosed Reindeer           | 13. Dez. 1989        | 2. Jan. 1991                          | Betty Thomas       | Jill Gordon                                                               |
| 14         | 14        | Gier ist gut, aber …         | Greed Is Good                           | 3. Jan. 1990         | 18. Jan. 1991                         | Johanna Demetrakas | Jill Gordon                                                               |
| 15         | 15        | Das grünäugige Scheusal      | Attack of the Green-Eyed Monster        | 10. Jan. 1990        | 21. Jan. 1991                         | Rob Thompson       | Nat Bernstein & Mitchel Lee Katlin                                        |
| 16         | 16        | Die Talente der Katherine H. | It Ain’t Over Till Mrs. Howser Sings    | 17. Jan. 1990        | 22. Jan. 1991                         | Stephen Cragg      | Linda Morris & Vic Rauseo                                                 |
| 17         | 17        | Ohne Fallschirm nicht!       | Tough Guys Don’t Teach                  | 31. Jan. 1990        | 23. Jan. 1991                         | Charles Haid       | Michael Swerdlick                                                         |
| 18         | 18        | Du und dein Vater            | I Never Sold Shower Heads for My Father | 7. Feb. 1990         | 24. Jan. 1991                         | Bruce Green        | Phil Kellard & Tom Moore                                                  |
| 19         | 19        | Was ist ein Freund?          | Doogie’s Awesome, Excellent Adventure   | 14. Feb. 1990        | 25. Jan. 1991                         | David Carson       | Jill Gordon                                                               |
| 20         | 20        | Traurig, aber wahr           | Use a Slurpy, Go to Jail                | 28. Feb. 1990        | 28. Jan. 1991                         | Michael Fresco     | Nat Bernstein & Mitchel Lee Katlin                                        |
| 21         | 21        | Was heißt hier Krise?        | Whose Mid-life Crisis Is It Anyway      | 14. März 1990        | 29. Jan. 1991                         | Rob Thompson       | Michael Swerdlick                                                         |
| 22         | 22        | Verabredung mit Bernadette   | Vinnie’s Blind Date                     | 25. März 1990        | 30. Jan. 1991                         | Scott Goldstein    | Linda Morris & Vic Rauseo                                                 |
| 23         | 23        | Wer gewinnt den Preis?       | And the Winner Is …                     | 28. März 1990        | 31. Jan. 1991                         | Charles Haid       | Phil Kellard & Tom Moore                                                  |
| 24         | 24        | Liebe, Trennung, Trauerspiel | Breaking Up Is Hard to Doogie           | 4. Apr. 1990         | 1. Feb. 1991                          | Kevin Hooks        | Nat Bernstein & Mitchel Lee Katlin                                        |
| 25         | 25        | Öfter mal was Neues          | The Grass Ain’t Always Greener          | 25. Apr. 1990        | 4. Feb. 1991                          | Rob Thompson       | Michael Swerdlick                                                         |
| 26         | 26        | Muss Liebe schön sein        | Frankly, My Dear, I Don’t Give a Grand  | 2. Mai 1990          | 5. Feb. 1991                          | Stephen Cragg      | Nick Harding                                                              |

## Staffel 2
Die Erstausstrahlung der zweiten Staffel war vom 12. September 1990 bis zum 1. Mai 1991 auf dem US-amerikanischen Fernsehsender ABC zu sehen. Die deutschsprachige Erstausstrahlung sendete der deutsche Fernsehsender ProSieben vom 9. Januar bis zum 9. Juli 1992.
| Nr. (ges.) | Nr. (St.) | Deutscher Titel              | Originaltitel                             | Erstausstrahlung USA | Deutschsprachige Erstausstrahlung (D) | Regie                    | Drehbuch                                                                             |
| ---------- | --------- | ---------------------------- | ----------------------------------------- | -------------------- | ------------------------------------- | ------------------------ | ------------------------------------------------------------------------------------ |
| 27         | 1         | Raymond hat es schwer        | Doogenstein                               | 12. Sep. 1990        | 9. Jan. 1992                          | Eric Laneuville          | Linda Morris & Vic Rauseo                                                            |
| 28         | 2         | Das Wunderkind wird 17       | Guess Who’s Coming to Doogie’s            | 19. Sep. 1990        | 16. Jan. 1992                         | Stephen Cragg            | Nat Bernstein & Mitchel Lee Katlin                                                   |
| 29         | 3         | Das mit der Ehrlichkeit      | Ask Dr. Doogie                            | 26. Sep. 1990        | 23. Jan. 1992                         | Win Phelps               | Phil Kellard & Tom Moore                                                             |
| 30         | 4         | Frag Doktor Doogie           | C’est la Vinnie                           | 3. Okt. 1990         | 30. Jan. 1992                         | Joan Darling             | Michael Swerdlick                                                                    |
| 31         | 5         | C’est la vie, Vinnie         | Car Wars                                  | 10. Okt. 1990        | 6. Feb. 1992                          | Brad Silberling          | Nick Harding                                                                         |
| 32         | 6         | Eine Frau zuviel             | Doogie Sings the Blues                    | 17. Okt. 1990        | 5. März 1992                          | Eric Laneuville          | Michael B. Kaplan Idee: Nat Bernstein, Mitchel Lee Katlin, Linda Morris & Vic Rauseo |
| 33         | 7         | Wer sein Auto liebt, …       | Academia Nuts                             | 24. Okt. 1990        | Ed Sherin                             | Nick Harding             |                                                                                      |
| 34         | 8         | Otis gibt nicht auf          | Revenge of the Teenage Dead               | 31. Okt. 1990        | 20. Feb. 1992                         | Win Phelps               | Nat Bernstein & Mitchel Lee Katlin                                                   |
| 35         | 9         | Sein erster Film             | Nautilus for Naught                       | 7. Nov. 1990         | 27. Feb. 1992                         | Matia Karrell            | Nick Harding, Tara Ison & Neil Landau                                                |
| 36         | 10        | Über das Älterwerden         | Don’t Let the Turkeys Get You Down        | 14. Nov. 1990        | 12. März 1992                         | David Carson             | Nick Harding                                                                         |
| 37         | 11        | Die Junggesellen-Auktion     | Oh Very Young                             | 28. Nov. 1990        | 19. März 1992                         | Joan Darling             | Linda Morris & Vic Rauseo                                                            |
| 38         | 12        | Mit besten Empfehlungen      | TV or Not TV                              | 5. Dez. 1990         | 26. März 1992                         | Joan Tewkesbury          | Phil Kellard & Tom Moore                                                             |
| 39         | 13        | Ärzte sind keine Götter      | A Woman Too Far                           | 12. Dez. 1990        | 2. Apr. 1992                          | Victoria Hochberg        | Phil Kellard & Tom Moore                                                             |
| 40         | 14        | Das schwarze Schaf           | Presumed Guilty                           | 2. Jan. 1991         | 9. Apr. 1992                          | Stephen Cragg            | Phil Kellard & Tom Moore                                                             |
| 41         | 15        | Das perfekte Verbrechen      | To Live and Die in Brentwood              | 9. Jan. 1991         | 16. Apr. 1992                         | Scott Goldstein          | Nat Bernstein & Mitchel Lee Katlin                                                   |
| 42         | 16        | Das Leben zu lieben          | Air Doogie                                | 23. Jan. 1991        | 23. Apr. 1992                         | Rob Thompson             | Nat Bernstein & Mitchel Lee Katlin                                                   |
| 43         | 17        | Selbstbewußtsein, nie gehört | A Life in Progress                        | 30. Jan. 1991        | 1. Mai 1992                           | Sandy Smolan             | Hollis Rich                                                                          |
| 44         | 18        | Ein wahrer Teufelskerl       | My Two Dads                               | 6. Feb. 1991         | 7. Mai 1992                           | Bill D’Elia              | Nick Harding                                                                         |
| 45         | 19        | Die nette Fahrgemeinschaft   | Nobody Expects the Spanish Inquisition    | 13. Feb. 1991        | 14. Mai 1992                          | Stephen Cragg            | Nick Harding                                                                         |
| 46         | 20        | Don, der Dämon               | Fatal Distraction                         | 20. Feb. 1991        | 21. Mai 1992                          | Gabrielle Beaumont       | Phil Kellard & Tom Moore                                                             |
| 47         | 21        | Die neue Kollegin            | The Doctor, the Wife, Her Son and the Job | 13. März 1991        | 4. Juni 1992                          | Brad Silberling          | Hollis Rich                                                                          |
| 48         | 22        | Unser kleines Genie          | Planet of the Dateless                    | 20. März 1991        | 11. Juni 1992                         | Kristoffer Siegel-Tabori | Nat Bernstein & Mitchel Lee Katlin                                                   |
| 49         | 23        | Ein mutiges Herz             | Doogie’s Wager                            | 3. Apr. 1991         | 25. Juni 1992                         | Charles Haid             | Hollis Rich                                                                          |
| 50         | 24        | Vinnie und Einstein          | A Kiss Ain’t Just a Kiss                  | 24. Apr. 1991        | 2. Juli 1992                          | Scott Goldstein          | Nat Bernstein, Mitchel Lee Katlin & Nick Harding Idee: Linda Morris & Vic Rauseo     |
| 51         | 25        | Kuss ist nicht immer Kuss    | Dances with Wanda                         | 1. Mai 1991          | 9. Juli 1992                          | Steve Robman             | Phil Kellard & Tom Moore                                                             |

## Staffel 3
Die Erstausstrahlung der dritten Staffel war vom 25. September 1991 bis zum 13. Mai 1992 auf dem US-amerikanischen Fernsehsender ABC zu sehen. Die deutschsprachige Erstausstrahlung sendete der deutsche Fernsehsender ProSieben vom 28. September bis zum 29. Oktober 1993.
| Nr. (ges.) | Nr. (St.) | Deutscher Titel                   | Originaltitel                                       | Erstausstrahlung USA | Deutschsprachige Erstausstrahlung (D) | Regie              | Drehbuch                                                         |
| ---------- | --------- | --------------------------------- | --------------------------------------------------- | -------------------- | ------------------------------------- | ------------------ | ---------------------------------------------------------------- |
| 52         | 1         | Der Sommer mit ihr                | The Summer Of ‘91                                   | 25. Sep. 1991        | 28. Sep. 1993                         | Stephen Cragg      | Linda Morris & Vic Rauseo                                        |
| 53         | 2         | 18 Jahre – endlich frei! – Teil 1 | Doogie Has Left the Building (1)                    | 2. Okt. 1991         | 29. Sep. 1993                         | Eric Laneuville    | Hollis Rich                                                      |
| 54         | 3         | 18 Jahre – endlich frei! – Teil 2 | Doogie Has Left the Building (2)                    | 9. Okt. 1991         | 30. Sep. 1993                         | Eric Laneuville    | Nat Bernstein & Mitchel Lee Katlin                               |
| 55         | 4         | Der Klügere gibt nach             | It’s a Damn Shaman                                  | 16. Okt. 1991        | 1. Okt. 1993                          | Win Phelps         | Nick Harding                                                     |
| 56         | 5         | Wie eine Hormonbombe              | The Cheese Stands Alone                             | 23. Okt. 1991        | 4. Okt. 1993                          | Stephen Cragg      | Nat Bernstein & Mitchel Lee Katlin                               |
| 57         | 6         | Wanda ist wieder da               | Lonesome Doog                                       | 30. Okt. 1991        | 5. Okt. 1993                          | Win Phelps         | Eileen Heisler & DeAnn Heline                                    |
| 58         | 7         | Die Landarztmethode               | When Doogie Comes Marching Home                     | 13. Nov. 1991        | 6. Okt. 1993                          | Joe Ann Fogle      | Nick Harding Idee: Nick Harding & Gareth Wootton                 |
| 59         | 8         | Ist Romantik schön!               | Doogstruck                                          | 20. Nov. 1991        | 7. Okt. 1993                          | Brad Silberling    | Ellen Herman                                                     |
| 60         | 9         | Nichts geht über Lachen           | Room and Broad                                      | 27. Nov. 1991        | 8. Okt. 1993                          | Charles Haid       | Nick Harding                                                     |
| 61         | 10        | Das Grausamkeits-Gen              | Doogiesomething                                     | 4. Dez. 1991         | 11. Okt. 1993                         | Joan Darling       | Hollis Rich                                                      |
| 62         | 11        | Probleme mit Blut                 | Truth and Consequences                              | 11. Dez. 1991        | 12. Okt. 1993                         | Charles Haid       | Hollis Rich                                                      |
| 63         | 12        | Hübsches Mädchen … unermüdlich    | It’s a Wonderful Laugh                              | 18. Dez. 1991        | 13. Okt. 1993                         | Scott Goldstein    | Eric Gilliland, Nick Harding & Ellen Herman Idee: Eric Gilliland |
| 64         | 13        | Der gewisse Funke                 | Dangerous Reunions                                  | 8. Jan. 1992         | 14. Okt. 1993                         | Erica Lanueville   | Ellen Herman                                                     |
| 65         | 14        | Ein heldenhafter Arzt             | Mummy Dearest                                       | 22. Jan. 1992        | 15. Okt. 1993                         | Charles Haid       | Ellen Herman                                                     |
| 66         | 15        | Vertrau’ dir selbst               | Double Doogie with Cheese                           | 5. Feb. 1992         | 18. Okt. 1993                         | Bill D’Elia        | Hollis Rich                                                      |
| 67         | 16        | Ach du liebe Mumie!               | The Show Musn’t Go On                               | 12. Feb. 1992        | 19. Okt. 1993                         | Scott Goldstein    | Nat Bernstein & Mitchel Lee Katlin                               |
| 68         | 17        | So ist Erwachsensein              | If This Is Adulthood, I’d Rather Be in Philadelphia | 19. Feb. 1992        | 20. Okt. 1993                         | Stephen Cragg      | Nat Bernstein & Mitchel Lee Katlin                               |
| 69         | 18        | Burger-Baby-Philosophie           | What You See Ain’t Necessarily What You Get         | 11. März 1992        | 21. Okt. 1993                         | Scott Goldstein    | Hollis Rich                                                      |
| 70         | 19        | Mit dir in deiner Praxis          | My Father, My Self                                  | 19. März 1992        | 22. Okt. 1993                         | Gabrielle Beaumont | Eileen Heisler & DeAnn Heline                                    |
| 71         | 20        | Die lockere Einstellung           | Educating Janine                                    | 1. Apr. 1992         | 25. Okt. 1993                         | Joan Darling       | Nick Harding                                                     |
| 72         | 21        | Dazu sind Freunde da              | Sons of the Desert                                  | 22. Apr. 1992        | 26. Okt. 1993                         | Joe Ann Fogle      | Nick Harding & Ellen Herman Idee: Hollis Rich                    |
| 73         | 22        | Wie man sich täuscht!             | That’s What Friends Are For                         | 29. Apr. 1992        | 27. Okt. 1993                         | Michael Fresco     | Ellen Herman                                                     |
| 74         | 23        | Berufung: Unfallchirurg           | Thanks for the Memories                             | 6. Mai 1992          | 28. Okt. 1993                         | David Carson       | Nat Bernstein & Mitchel Lee Katlin                               |
| 75         | 24        | Dank der Erinnerung               | Club Medicine                                       | 13. Mai 1992         | 29. Okt. 1993                         | Mark Horowitz      | Nick Harding                                                     |

## Staffel 4
Die Erstausstrahlung der vierten Staffel war vom 23. September 1992 bis zum 24. März 1993 auf dem US-amerikanischen Fernsehsender ABC zu sehen. Die deutschsprachige Erstausstrahlung sendete der deutsche Fernsehsender ProSieben vom 1. November bis zum 26. November 1993.
| Nr. (ges.) | Nr. (St.) | Deutscher Titel              | Originaltitel                                            | Erstausstrahlung USA | Deutschsprachige Erstausstrahlung (D) | Regie              | Drehbuch                                                   |
| ---------- | --------- | ---------------------------- | -------------------------------------------------------- | -------------------- | ------------------------------------- | ------------------ | ---------------------------------------------------------- |
| 76         | 1         | Mittwochs ist es immer ruhig | There’s a Riot Going On                                  | 23. Sep. 1992        | 1. Nov. 1993                          | Eric Laneuville    | Nick Harding                                               |
| 77         | 2         | Nacktbaden und so …          | Look Ma, No Pants                                        | 30. Sep. 1992        | 2. Nov. 1993                          | Joan Tewkesbury    | Nat Bernstein & Mitchel Lee Katlin                         |
| 78         | 3         | Das wirkliche Leben?         | Doogie Got a Gun                                         | 7. Okt. 1992         | 3. Nov. 1993                          | Stephen Cragg      | P.K. Simonds, Jr.                                          |
| 79         | 4         | Loft mit Seeblick            | Doogie Doesn’t Live Here Anymore                         | 14. Okt. 1992        | 5. Nov. 1993                          | Win Phelps         | Linda Morris & Vic Rauseo                                  |
| 80         | 5         | Von Patienten und Torturen   | The Patient in Spite of Himself                          | 21. Okt. 1992        | 4. Nov. 1993                          | Win Phelps         | Hollis Rich                                                |
| 81         | 6         | Das Schicksalsrad            | To Err Is Human, to Give Up Isn’t a Bad Idea             | 28. Okt. 1992        | 8. Nov. 1993                          | Scott Goldstein    | Nat Bernstein & Mitchel Lee Katlin                         |
| 82         | 7         | Die Herzensbrecher           | Doogie, Can You Hear Me?                                 | 11. Nov. 1992        | 12. Nov. 1993                         | Joe Ann Fogle      | Elaine Aronson                                             |
| 83         | 8         | Durchbruch für Vinnie        | Nothing Compares 2 U                                     | 11. Nov. 1992        | 9. Nov. 1993                          | Rachel Feldman     | Barry Gurstein & David Pitlik                              |
| 84         | 9         | Schützt das Herz!            | Do the Right Thing … If You Can’t Figure Out What It Is  | 18. Nov. 1992        | 10. Nov. 1993                         | Win Phelps         | P.K. Simonds, Jr.                                          |
| 85         | 10        | Wundersame Heilung           | The Big Sleep … Not!                                     | 25. Nov. 1992        | 11. Nov. 1993                         | Stephen Cragg      | Elaine Aronson                                             |
| 86         | 11        | Einen 2. Blick riskieren     | Will the Real Dr. Howser Please Stand Up                 | 9. Dez. 1992         | 16. Nov. 1993                         | Kenneth Frankel    | David Greenwalt                                            |
| 87         | 12        | Abenteuer mit Zwischenfall   | The Mother of All Fishing Trips                          | 16. Dez. 1992        | 17. Nov. 1993                         | Mark Horowitz      | P.K. Simonds, Jr.                                          |
| 88         | 13        | Miss‚ Erbarmungslos‘         | Roommate with a View                                     | 30. Dez. 1992        | 18. Nov. 1993                         | Joan Tewkesbury    | Nat Bernstein & Mitchel Lee Katlin                         |
| 89         | 14        | Sei einfach Mann!            | Spell It… ‚M-A-N!‘                                       | 6. Jan. 1993         | 23. Nov. 1993                         | Bill D’Elia        | Nick Harding                                               |
| 90         | 15        | So sind Väter …              | It’s a Tough Job … But Why Does My Father Have to Do It? | 13. Jan. 1993        | 15. Nov. 1993                         | Bobby Houston      | Nick Harding                                               |
| 91         | 16        | Frust eines Junggesellen     | The Adventures of Sherlock Howser                        | 20. Jan. 1993        | 22. Nov. 1993                         | Paul Robert Newman | Elaine Aronson                                             |
| 92         | 17        | Irren ist menschlich         | Love Means Constantly Having to Say You’re Sorry         | 27. Jan. 1993        | 19. Nov. 1993                         | Craig Belknap      | Nat Bernstein & Mitchel Lee Katlin                         |
| 93         | 18        | Ein Traum wird wahr          | You’ve Come a Long Way, Baby-sitter                      | 3. Feb. 1993         | 29. Nov. 1993                         | Mark Horowitz      | Nick Harding                                               |
| 94         | 19        | 16.000 Dollar zuviel         | Love Makes the World Go ‘Round … or Is It Money?         | 24. Feb. 1993        | 30. Nov. 1993                         | Scott Goldstein    | P.K. Simonds, Jr. Idee: Nat Bernstein & Mitchel Lee Katlin |
| 95         | 20        | Das hormongesteuerte Genie   | Dorky Housecall, M.D.                                    | 10. März 1993        | 24. Nov. 1993                         | David Carson       | Nick Harding                                               |
| 96         | 21        | Wahrheit und Gerechtigkeit   | Eleven Angry People … and Vinnie                         | 17. März 1993        | 25. Nov. 1993                         | Joe Ann Fogle      | P.K. Simonds, Jr.                                          |
| 97         | 22        | Wege der Selbsterkenntnis    | What Makes Doogie Run                                    | 24. März 1993        | 26. Nov. 1993                         | Dennis Dugan       | Elaine Aronson                                             |